# Система футбольных лиг Финляндии
Система футбольных лиг Финляндии - совокупность футбольных лиг и дивизионов Финляндии, в которых соревнуются профессиональные, полупрофессиональные и любительские футбольные клубы страны. Она состоит из восьми взаимосвязанных уровней, расположенных в иерархическом порядке. При этом три верхних дивизиона (Премьер-лига, Первый дивизион и Второй дивизион) находятся под управлением Футбольной Ассоциации Финляндии (ФАФ), а пять нижних - в ведении региональных подразделений ФАФ.

## Система лиг
Из приведённой ниже схемы видно, как работает вся система лиг и дивизионов. Первый и  второй уровни системы (Премьер-лига и Первый дивизион) являются общенациональными лигами, третий уровень - совокупностью четырёх провинциальных дивизионов (Восточного, Западного, Северного и Южного), а уровни с четвёртого по восьмой (Третий, Четвёртый, Пятый, Шестой и Седьмой дивизионы) - совокупностью региональных дивизионов. Взаимосвязанность уровней подразумевает ротацию между соседними уровнями по спортивному признаку, когда один клуб или более, занявший верхнее место (победитель) по итогам турнира в своём дивизионе, заменяют в вышерасположенном дивизионе один клуб или более, занявший в соревновании этого дивизиона последнее место. В схеме показано также количество футбольных клубов для каждого дивизиона.
| Уровень | Лиги, дивизионы |
| ------- | --- |
| 1       | Премьер-лига Финляндии (Veikkausliiga) Общенациональная лига 12 клубов, трёхкруговой турнир, последнее место отправляется в Лигу один |
| 2       | Лига один (Ykkösliiga) Общенациональная лига 10 клубов, трёхкруговой турнир, первое место отправляется в Премьер-лигу, второе играет стыковые матчи, последнее вылетает в Первый дивизион, предпоследнее играет стыковые матчи |
| 3       | Первый дивизион (Ykkönen) Общенациональная лига 12 клубов, трёхкруговой турнир, первое место отправляется в Лигу один, второе играет стыковые матчи, последнее вылетает во Второй дивизион, предпоследнее играет стыковые матчи |
| 4       | Второй дивизион (Kakkonen) Команды делятся на три группы по 12 команд. Лучшие команды играют плей-офф за выход в Первый дивизион. По две худшие команды из каждой группы вылетают в Третий дивизион |
| 5       | Третий дивизион (Kolmonen) Региональные лиги 117 клубов Helsinki и Uusimaa 1 (12 клубов), Helsinki и Uusimaa 2 (12 клубов), Helsinki и Uusimaa 3 (12 клубов), Itä-Suomi и Keski-Suomi (12 клубов), Kaakkois-Suomi (12 клубов), Pohjois-Suomi (8 клубов), Satakunta (10 клубов), Tampere (14 клубов), Turku и Ahvenanmaa (12 клубов), Vaasa и Keski-Pohjanmaa (13 клубов), |
| 6       | Четвёртый дивизион (Nelonen) Региональные лиги 162 клуба |
| 7       | Пятый дивизион (Vitonen) Региональные лиги 218 клубов |
| 8       | Шестой дивизион (Kutonen) Региональные лиги 234 клуба |
| 9       | Седьмой дивизион (Seiska) Региональные лиги 37 клубов |

## Кубковые соревнования
Все клубы, соревнующиеся в своих лигах и дивизионах, имеют право участвовать в ежегодных розыгрышах Кубка Финляндии и Кубка Лиги, проводимых ФАФ.